# Sternopygus obtusirostris
Sternopygus obtusirostris är en fiskart som beskrevs av Steindachner, 1881. Sternopygus obtusirostris ingår i släktet Sternopygus och familjen Sternopygidae. Inga underarter finns listade i Catalogue of Life.